# 1661
Епоха великих географічних відкриттів •  Ганза •  Річ Посполита •  Запорозька Січ •  Руїна

## Геополітична ситуація
Османську імперію очолює Мехмед IV (до 1687). Під владою османського султана перебувають Близький Схід та Єгипет, Середземноморське узбережжя Північної Африки, частина Закавказзя, значні території в Європі: Греція, Болгарія та Сербія. Васалами османів є Волощина та Молдова.
Священна Римська імперія — наймогутніша держава Європи. Її територія охоплює, крім німецьких земель, Угорщину з Хорватією, Богемію, Північну Італію. Її імператор — Леопольд I Габсбург (до 1705).
Габсбург Філіп IV Великий є королем Іспанії (до 1665). Йому належать Іспанські Нідерланди, південь Італії, Нова Іспанія, Нова Гранада та Нова Кастилія в Америці, Філіппіни. Королем Португалії проголошено Альфонса VI, хоча Іспанія це проголошення не визнає. Португалія має володіння в Бразилії, в Африці, в Індії, в Індійському океані й Індонезії.
Північ Нідерландів займає Республіка Об'єднаних провінцій. Вона має колонії в Північній Америці, Індонезії, на Формозі та на Цейлоні. Король Франції — Людовик XIV (до 1715). Король Англії — Карл II Стюарт (до 1685). Англія має колонії в Північній Америці та на Карибах. Король Данії та Норвегії — Фредерік III (до 1670), король Швеції — Карл XI (до 1697). На Апеннінському півострові незалежні Венеціанська республіка та Папська область. Королем Речі Посполитої є Ян II Казимир (до 1668).
Царем Московії є Олексій Михайлович (до 1676). Козацьку державу очолює Юрій Хмельницький. На півдні України існує Запорозька Січ. Існують Кримське ханство, Ногайська орда.
В Ірані правлять Сефевіди.
Значними державами Індостану є Імперія Великих Моголів, у якій править Аурангзеб, Біджапурський султанат, султанат Голконда, Віджаянагара. В Китаї править Династія Цін. У Японії триває період Едо.

## Події

### В Україні
- 20 січня у Львові засновано університет. Нині це Львівський університет імені І. Я. Франка.
- Перша писемна згадка про село Климківці (нині Підволочиського району Тернопільської області).

### У світі
- В естонському містечку Кярде укладено мир між Швецією та Московщиною, за яким Швеції поверталися землі, втрачені у війні 1656—1658 років.
- Янош Кеминь став князем Трансильванії.
- У липні османи розпочали наступ на Трансильванію. Імператор послав туди підтримку на чолі з Монтекукколі, але йому не вдалося нічого зробити через дизентерію. Османи посадили на князівство Міхая Апафі.
- Великим візиром Османської імперії став Фазіл Ахмед Кепрюлю.
- Англія:
  - 6 січня прихильники п'ятої монархії (екстремістська пуританська секта) здійснили невдалу спробу захопити Лондон.
  - 30 січня ексгумовано та публічно страчено тіла Олівера Кромвеля та кількох його прибічників.
  - 23 квітня відбулася офіційна коронація Карла II.
  - Внаслідок одруження короля з португальською принцесою Катериною Браганською, Англія отримала Бомбей та Танжер.
- Франція:
  - Після смерті кардинала Джуліо Мазаріні король Людовик XIV почав правити самостійно.
  - 5 вересня заарештовано суперінтенданта фінансів Ніколя Фуке.
- Португалія та Нідерланди підписали в Гаазі договір, за яким Нідерланди офіційно відмовилися від Голландської Бразилії.
- 16 липня Стокгольмський банк випустив перші в Європі паперові банкноти.
- 29 квітня війська китайської династії Мін зайняли Тайвань, витіснивши звідти голландців.
- Династію Цін очолив Сюаньє.

## Наука та культура
- Роберт Бойль запровадив поняття хімічного елемента.

## Народились
Дивись також Категорія:Народились 1661

## Померли
Дивись також Категорія:Померли 1661
- 9 березня — У Венсенні біля Парижа у віці 59 років помер Джуліо Мазаріні, кардинал, перший міністр Франції
- Жерар Дезарг, французький геометр